# Epinephelus bleekeri
Epinephelus bleekeri (лат.) — вид лучепёрых рыб из семейства каменных окуней (Serranidae). Распространены в Индо-Тихоокеанской области. Максимальная длина тела 76 см.

## Описание
Тело массивное, удлинённое, покрыто ктеноидной чешуёй с немногочисленными дополнительными чешуйками (на затылке, груди и брюхе чешуя циклоидная). Высота тела укладывается 3,0—3,5 раза в стандартную длину тела (для особей длиной от 11 до 52 см). Длина головы в 2,4—2,7 раза меньше стандартной длины тела. Межглазничное пространство плоское или слегка выпуклое. На углу предкрышки 2—9 сильных шипов, у взрослых особей над углом предкрышки есть выемка. Верхний край жаберной крышки прямой. Нижняя челюсть выступает вперёд. Верхняя челюсть покрыта чешуёй, её окончание доходит до вертикали заднего края глаза или немного заходит за неё. На нижней челюсти 2 латеральных ряда зубов; зубы мелкие, почти равны по величине, остроконечные. На первой жаберной дуге 25—28 жаберных тычинок, из них на верхней части дуги 9—111 тычинок, а на нижней части 16—18. Длинный спинной плавник с 11 жёсткими колючими лучами и 16—18 мягкими лучами; третий, четвёртый и пятый колючие лучи несколько длиннее остальных; мембраны между колючими лучами рассечены. Анальный плавник с 3 жёсткими и 8—9 мягкими лучами. Грудные плавники с 17—19 лучами, длиннее брюшных плавников. Хвостовой плавник усечённый или слегка выпуклый. Боковая линия с 49—53 чешуйками. Вдоль боковой линии 99—104 рядов чешуи. 
Голова и тело буроватого, красновато-коричневого или пурпурно-серого цвета, покрыты (кроме брюшной стороны) многочисленными красновато-оранжевыми, золотыми или жёлтыми пятнами. Спинной плавник и верхняя треть хвостового плавника с пятнами, подобными пятнам на теле; нижние две трети хвостового плавника тёмные. На теле некоторых особей пятна с темноватым краем. Грудные и брюшные плавники, а также дистальная часть анального плавника тёмные. Вдоль верхнечелюстной борозды проходят темные следы. Молодые особи (стандартная длина менее 11 см) с 7 слабыми тёмными полосами на верхней части тела; первые две полосы на затылке, а последняя — на хвостовом стебле; все полосы более или менее разграничены небольшими тёмными пятнами. Нет тёмных пятен на голове или плавниках.
Максимальная длина тела 76 см.

## Ареал и места обитания
Широко распространены в Индо-Тихоокеанской области от Персидского залива до юга Китая, включая Тайвань, Вьетнам, Камбоджу,  Филиппины, Малайзию, Индинезию, на юг до северо-западной Австралии. Не обнаружены у берегов Японии, Папуа-Новая Гвинея, островов Микронезии и Полинезии.
Морские придонные рыбы. Обитают на глубине от 3 до 104 м у мелководных скалистых рифов и над мягкими грунтами, избегают полностью сформированные коралловые рифы. Молодь заходит в эстуарии.